# Beverly Hills-i zsaru
A Beverly Hills-i zsaru (eredeti cím: Beverly Hills Cop) 1984-ben bemutatott amerikai akció-vígjáték Eddie Murphy főszereplésével. A Beverly Hills-i zsaru tetralógia első része.
Az Amerikai Egyesült Államokban 1984. december 5-én volt a premierje.

## Rövid történet
Egy szabadelvű detroiti zsaru, aki gyilkossági ügyben nyomoz, Beverly Hills egészen más kultúrájával találja szemben magát.

## Cselekmény
|  | Alább a cselekmény részletei következnek! |

Egy férfi (Eddie Murphy) egy kamionnyi Lucky Strike márkájú csempészcigarettát akar eladni, amiért 5000 dollárt kér, de a vevő 2000-et akar adni érte. A rendőrség üldözni kezdi őket. Üldözés közben a kamion vezetője sok autót összetör élvezetből, de végül letartóztatják őket.
Axel Foley detroiti nyomozót (Eddie Murphy) meglátogatja Mike nevű haverja, és egy köteg német kötvényt mutat neki, amit műkincskereskedő munkaadójától, Victor Maitlandtől emelt el a Beverly Hillsen. Amikor este hazamennek Foley lakásához, Axelt leütik, Mike-ot pedig fejbelövi egy fegyveres. Axel szabadságot vesz ki, és Beverly Hillsbe utazik, ahol magánúton nyomozni kezd.
Axel a Rolling Stone riporterének adva ki magát lakosztályt vesz ki egy elegáns szállodában. Axel Mike régi barátnőjéhez, Jennyhez megy, aki Axelnek is régi ismerőse és most egy modern művészeti galériát vezet. Victor Maitlandnél érdeklődni kezd a barátja felől, de rövid úton kidobják a földszinti üveg felületen keresztül és a helyi rendőrség letartóztatja, de óvadékkal elengedik, amit Jenny fizet ki. Bogomil hadnagy megbízza John Taggart nyomozó őrmestert és Billy Rosewood nyomozót, hogy tartsák szemmel Foleyt, akik a szállodájáig követik. Foley vacsorát rendel a nyomozók autójához, és közben titokban két banánt dug az autójuk kipufogócsövébe. Amikor Foley és Jenny elindulnak Jenny piros, nyitott Mercedes autójával, a nyomozóké a banánok miatt lefullad és nem tudják követni.
A művészeti áruk raktárához Jennynek saját kulcsa van. Axel az egyik fadobozban darált kávét talál, amit szerinte kábítószer csempészéséhez szoktak használni (hogy a kávé erős illata megtévessze a nyomkereső kutyákat).
Két ember érkezik teherautóval és egy ládából hasonló kötvényeket pakolnak aktatáskákba, mint amilyen kötvények Mike-nál voltak, mielőtt megölték Detroitban. Továbbra is Jenny vezeti az autóját; a két ember furgonját követve a vámáruraktárhoz jutnak. Axel hazaküldi Jennyt és egyedül megy be az épületbe és a szövetségi vámhivatal ellenőrének adva ki magát az áruk átvizsgálását követeli, amit az alkalmazottak készségesen meg is tesznek.
Taggart és Rosewood közben újra a szálloda előtt posztol, ahova hamarosan megérkezik Axel, beül a nyomozók kocsijába és baráti csevejre invitálja őket egy „szolid, konzervatív helyre” (ami később sztriptízbárnak bizonyul). A bárban Axel észrevesz két gyanúsan viselkedő fickót. Azt javasolja Taggartnak, hogy tartsa szemmel az egyiket, amíg ő a másikkal foglalkozik. Részegnek tettetve magát odatántorog és úgy tesz, mintha ismerné az illetőt. Az egy puskát húz elő a kabátja alól, de Axel lefegyverzi, ugyanekkor Taggart pisztolyt szegez a másik fejéhez. Rosewood megbilincseli az egyik támadót, majd a közönség tapsa közepette mindannyian távoznak.
Amikor Bogomil hadnagy kérdőre vonja Taggartot, Axel úgy meséli el a történetet, mintha a két nyomozó csak követte volna őt a bárba és ők önállóan léptek volna akcióba. Amikor a hadnagy rákérdez Taggartra, ő elrontja az Axel által felépített pozíciójukat és elmondja a valóságot. A hadnagy ekkor elveszi tőlük „az ügyet” és Foster és McCabe nyomozókat bízza meg Foley figyelésével.
Másnap Axel Victor Maitland házánál bóklászik és megismerkedik a két „új” nyomozóval. Amikor Maitland kocsija elindul, Axel a nyomába ered, de nem indul el, amikor a közlekedési lámpa zöldre vált, hanem csak akkor, amikor piros lesz, így a nyomozók nem tudják követni.
Maitland a Harrow nevű magánklubban ebédel, ahova Axel úgy jut be, hogy Maitland fiúszeretőjének adja ki magát, akinek valószínűleg HIV fertőzése van. Miután áthajítja Maitland biztonsági főnökét a svédasztalon, elmondja Maitlandnek, hogy meggyőződése szerint ő áll Mike meggyilkolásának hátterében, amihez meg fogja szerezni a bizonyítékokat. Ekkor rendőrök érkeznek és elvezetik Foley-t. A rendőrségen Axel elmondja a teóriáját Bogomil hadnagynak, aki érdeklődve hallgatja. Ekkor a rendőrfőnök magánbeszélgetésre kéri a hadnagyot, aki arra utasítja Rosewoodot, hogy kísérje Axel Foley-t a város határáig és csak ott adhatja neki vissza a fegyverét.
Maitland megjelenik Jenny galériájában és idegesen Foley holléte felől érdeklődik, de Jenny nem mond neki semmi érdemlegest.
Axel elmondja Rosewoodnak, hogy a raktárba aznap új szállítmány érkezik, és leleplezhetnék az ügyet, Bogomiltól függetlenül. Kis rábeszélés után Jenny galériájához mennek, ahol Axel el akarja kérni a kulcsot a művészeti raktárhoz, de Jenny inkább velük megy. Rosewoodnak a kocsijában kell maradnia, mert ő hivatalosan nem mehet be a raktárba felhatalmazás nélkül. Axel az egyik faládában, ami a tengerentúlról érkezett, az őrölt kávé alatt kábítószeres műanyag zacskókat talál. Ekkor azonban Maitland fegyveresei elfogják őket. Megérkezik Maitland az embereivel. Rosewood tehetetlenül figyeli, amint előbb Jennyt ültetik be Maitland kocsijába, majd maga Maitland az embereivel beszáll és elhajt (Axelt közben a fegyveresek fogva tartják és ütni kezdik). Rosewood végül behatol az épületbe, az egyik fegyverest lelövi, a másik kettőt Axel leüti. Axel és Rosewood Maitland villájához megy, közben Rosewood értesíti Taggartot, aki hamar megérkezik, miközben Axel egy álkulccsal be akar hatolni a kapun. Taggart látja Rosewoodon, hogy nincs idő vitatkozni, ezért a csomagtartójából egy puskát vesz elő.
Bogomil közben rájön, hogy az emberei Victor Maitland villájába akarnak behatolni, ezért maga is akcióba lép és további embereket mozgósít. Eközben Maitland emberei észreveszik a behatolókat és tüzet nyitnak rájuk, amit azok viszonoznak. Axel a házban lelövi a biztonsági főnököt, aki Detroitban megölte a barátját, Mike-ot, de ő maga is lövést kap Maitlandtől, akire Bogomil és Axel egyszerre adnak le halálos lövéseket.
A kiérkező rendőrfőnöknek Bogomil hasonló mesét ad elő, mint neki Axel tette.
Amikor másnap Axel kijelentkezik a szállodából, Taggart és Rosewood jelenik meg (hogy megbizonyosodjanak róla, hogy Axel Foley távozik a városból), de a szállodai számláját is rendezik. Axel egy-egy szállodai fürdőköpennyel ajándékozza meg őket emlékül.
|  | Itt a vége a cselekmény részletezésének! |

## Szereplők
| Szereplő                                      | Színész          | Magyar hang, 1. szinkron | Magyar hang, 2. szinkron |
| --------------------------------------------- | ---------------- | ------------------------ | ------------------------ |
| Axel Foley detroiti nyomozó                   | Eddie Murphy     | Dörner György            | Dörner György            |
| Billy Rosewood nyomozó                        | Judge Reinhold   | Kaszás Attila            | Kaszás Attila            |
| John Taggart nyomozó őrmester                 | John Ashton      | Reviczky Gábor           | Reviczky Gábor           |
| Jenny Summers, egy művészeti galéria vezetője | Lisa Eilbacher   | Kovács Nóra              | Kovács Nóra              |
| Andrew Bogomil hadnagy                        | Ronny Cox        | Bács Ferenc              | Vass Gábor               |
| Victor Maitland műkincskereskedő              | Steven Berkoff   | Mécs Károly              | Barbinek Péter           |
| Mikey Tandino, Axel régi barátja              | James Russo      | Balkay Géza              | Crespo Rodrigo           |
| Zack, Maitland biztonsági főnöke              | Jonathan Banks   | Szacsvay László          | Fekete Zoltán            |
| Hubbard rendőrfőnök                           | Stephen Elliott  | Gera Zoltán              | Láng József              |
| Douglas Todd felügyelő, Axel főnöke           | Gilbert R. Hill  | Szersén Gyula            | Szersén Gyula            |
| Foster nyomozó                                | Art Kimbro       | Szerednyey Béla          | Háda János               |
| McCabe nyomozó                                | Joel Bailey      | Benkő Péter              | Czvetkó Sándor           |
| Serge, kisegítő Jenny galériájában            | Bronson Pinchot  | Rudolf Péter             | Markovics Tamás          |
| Jeffrey                                       | Paul Reiser      | Józsa Imre               | Viczián Ottó             |
| Casey                                         | Michael Champion | Várkonyi András          | Balázsi Gyula            |
| Cigarettavásárló                              | Frank Pesce      | Szombathy Gyula          | Besenczi Árpád           |

## Díjak és jelölések
- BAFTA-díj (1986) - Legjobb filmdal jelölés: Harold Faltermeyer
- Golden Globe-díj (1985) - Legjobb film - vígjáték jelölés
- Oscar-díj (1985) - Legjobb forgatókönyv jelölés: Daniel Petrie Jr., Danilo Bach